# 1916 en science
| Années de la science : 1913 - 1914 - 1915 - 1916 - 1917 - 1918 - 1919    |
| Décennies de la science : 1880 - 1890 - 1900 - 1910 - 1920 - 1930 - 1940 |

Cet article présente les faits marquants de l'année 1916 en science.

## Événements
- 11 janvier : le chirurgien britannique Harold Gillies crée la première unité de chirurgie plastique à l'hôpital militaire d'Aldershot au Royaume-Uni[1].

- Le psychologue américain Lewis Terman, de l'université Stanford, publie la première version de l'échelle d'intelligence Stanford-Binet, adapté de l'échelle métrique de l'intelligence d'Alfred Binet[2].

### Sciences physiques
- 26 janvier : l'American Chemical Society reçoit un article du chimiste américain Gilbert Lewis intitulé The atom and the molecule dans lequel in énonce sa théorie sur les liaisons chimiques, dans laquelle il introduit la notion de covalence[3],[4].

- 20 mars : Albert Einstein publie la version finale de sa théorie de la relativité générale dans la revue Annalen der Physik[5].
- 1er mai : début de la construction à Leuna en Allemagne par BASF d'une usine pour fabriquer de l'ammoniac de synthèse par le procédé Haber-Bosch. La production commence le 28 avril 1917[6].
- 15 septembre : l'Astronomical Journal annonce la découverte  par Edward Emerson Barnard en mai 1916 d'une étoile voyageant dans l'espace à une vitesse inhabituellement élevée[7].

- Le chimiste polonais Jan Czochralski invente un procédé pour la mesure de la vitesse de cristallisation des métaux[8].

## Publications
- Sigmund Freud : Introduction à la psychanalyse
- Gilbert Lewis : The Atom and the Molecule, qui contient les fondations de la théorie de la liaison de valence.
- Vilfredo Pareto : Traité de sociologie générale.
- Ferdinand de Saussure : Cours de linguistique générale, œuvre posthume considérée comme l'acte de naissance de la linguistique moderne.

## Prix
- Prix Nobel
  - Physique : Non décerné
  - Chimie : Non décerné

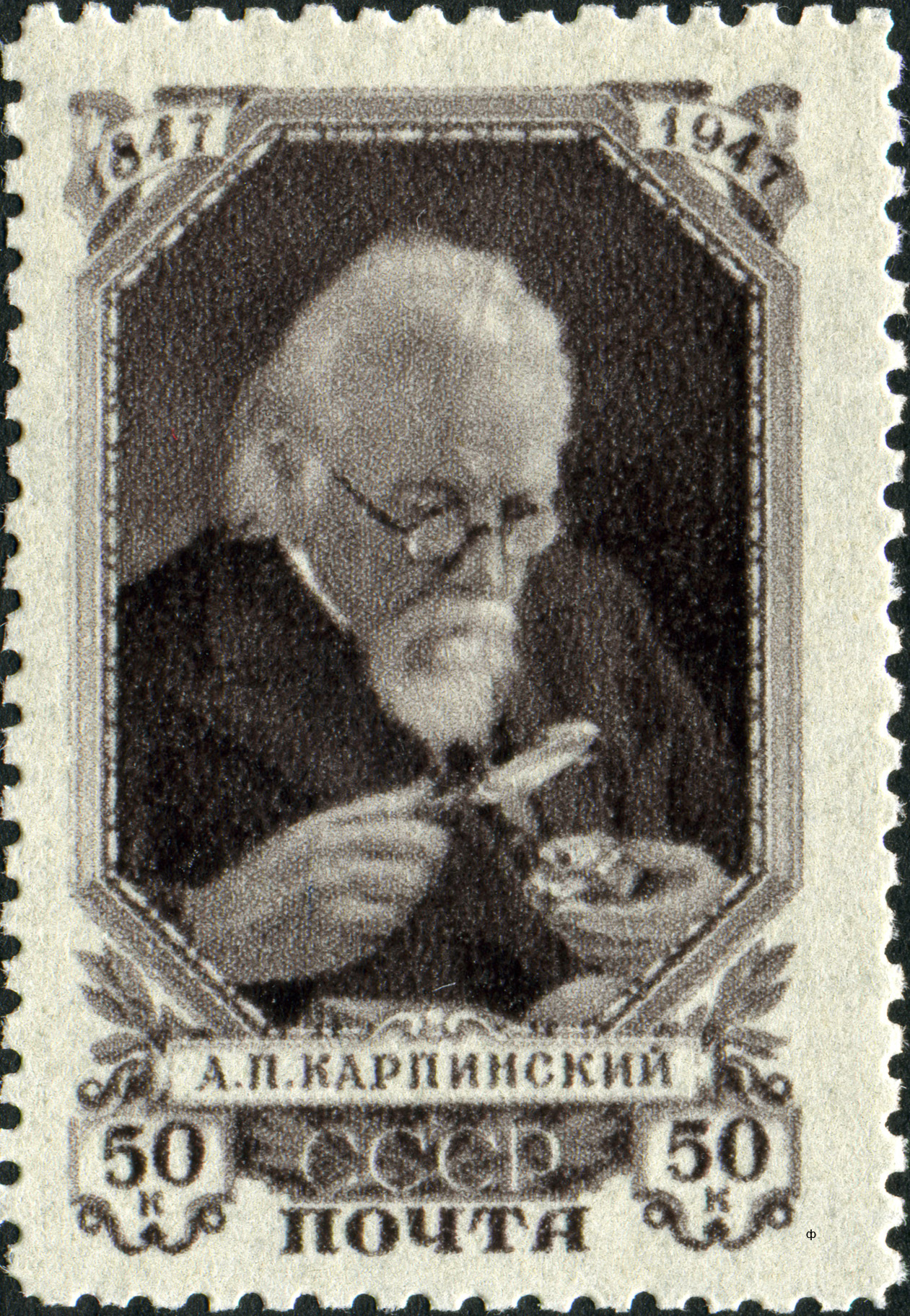
Alexandre Karpinsky

  - Physiologie ou médecine : Non décerné

- Médailles de la Royal Society
  - Médaille Copley : James Dewar
  - Médaille Darwin : Yves Delage
  - Médaille Davy : Henry Le Chatelier
  - Médaille Hughes : Elihu Thomson
  - Médaille royale : Hector Munro Macdonald, John Scott Haldane
  - Médaille Rumford : William Henry Bragg
  - Médaille Sylvester : Gaston Darboux

- Médailles de la Geological Society of London
  - Médaille Lyell : Charles William Andrews
  - Médaille Murchison : Robert Kidston
  - Médaille Wollaston : Alexandre Petrovitch Karpinsky

- Prix Jules-Janssen (astronomie) : non décerné
- Médaille Bruce (Astronomie) : George Ellery Hale
- Médaille linnéenne : Frank Evers Beddard

## Naissances

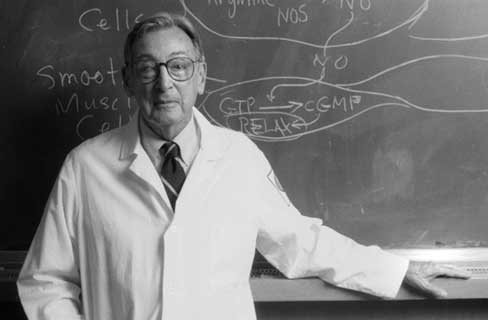
Robert Furchgott

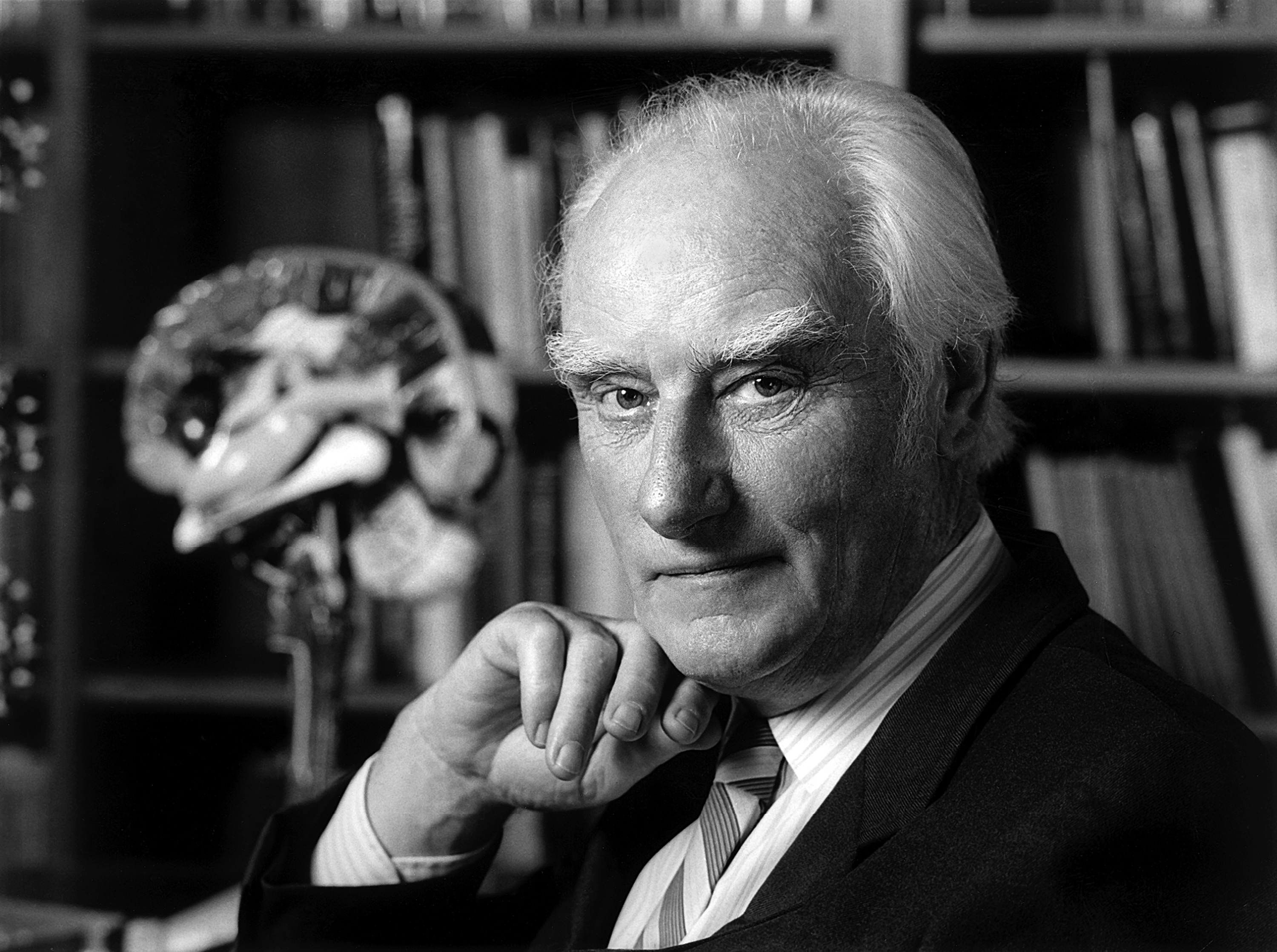
Francis Crick

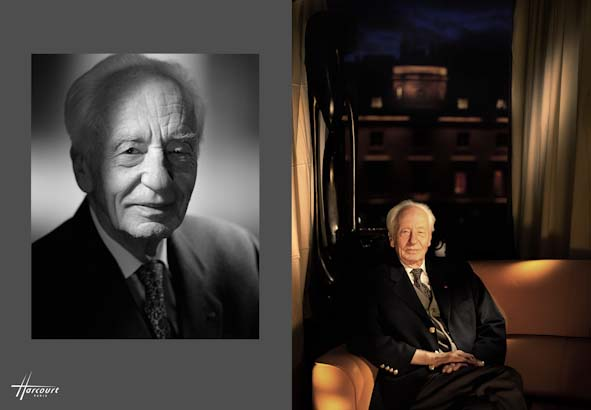
Jean Dausset

- 10 janvier : Sune Bergström (mort en 2004), biochimiste suédois, Prix Nobel de physiologie ou médecine en 1982.
- 21 janvier : Daniel Swern (mort en 1982), chimiste américain.
- 10 février : Louis Guttman (mort en 1987), mathématicien, statisticien et chercheur en évaluation sociale et psychologique israélien.
- 4 mars : Hans Eysenck (mort en 1997), psychologue britannique d'origine allemande.
- 24 mars : Harry Blackmore Whittington (mort en 2010), paléontologue britannique.
- 26 mars : Christian Boehmer Anfinsen (mort en 1995), chimiste et biochimiste américain, prix Nobel de chimie en 1972.
- 29 mars : Peter Geach (mort en  2013), philosophe et logicien britannique.
- 10 avril : John Desmond Clark (mort en 2002), archéologue britannique.
- 23 avril : Robert Rush Miller (mort en 2003), ichtyologiste américain.
- 30 avril : Claude Shannon (mort en 2001), père de la théorie de l'information.

- 1er mai : Pierre-R. Gendron, chimiste québécois.
- 6 mai : Robert Dicke (mort en 1997), physicien américain.

- 4 juin : Robert Furchgott (mort en 2009), biochimiste et pharmacologue américain, prix Nobel de physiologie ou médecine en 1998.
- 8 juin : Francis Crick (mort en 2004), américain, Prix Nobel de physiologie ou médecine en 1962 pour la découverte de la structure en double hélice de l'ADN.
- 11 juin : Alexandre Mikhaïlovitch Prokhorov (mort en 2002), physicien russe, prix Nobel de physique en 1964.
- 13 juin : Helmut Zahn (mort en 2004), chimiste allemand.
- 15 juin : Herbert Simon (mort en 2001), psychologue et économiste américain, prix Nobel d'économie en 1978.

- 1er juillet : Iossif Chklovski (mort en 1985), radioastronome russe.
- 7 juillet : Chia-Chiao Lin (mort en 2013), mathématicien et physicien chinois naturalisé américain.
- 9 juillet : Gilbert Rouget, ethnomusicologue français.
- 26 juillet : Jacques Merleau-Ponty (mort en 2002), philosophe, épistémologue et historien des sciences français.

- 4 août : Georges Kalinowski (mort en 2000), théoricien du droit, philosophe et logicien franco-polonais.
- 13 août : Jean Charay (mort en 1997), prêtre, historien, archéologue, écrivain et humaniste.
- 24 août : John Murra (mort en 2006), anthropologue américain.

- 4 octobre : Vitaly Ginzburg (mort en 2009), physicien,prix Nobel de physique en 2003 pour ses travaux sur les supraconducteurs et sur les superfluides.
- 19 octobre : Jean Dausset (mort en 2009), immunologue français, prix Nobel de physiologie ou médecine en 1980.
- 28 octobre : Per-Olov Löwdin (mort en 2000), physicien et professeur suédois.
- 16 novembre : Christopher Strachey (mort en 1975), informaticien britannique.

- 2 décembre : Jean Pouillon (mort en 2002), ethnologue et philosophe français.
- 9 décembre : Irving John Good (mort en 2009), statisticien britannique.
- 15 décembre : Maurice Wilkins († 2004), Prix Nobel de physiologie ou médecine en 1962 pour la découverte de la structure en double hélice de l'ADN en utilisant la diffraction des rayons X.
- 24 décembre : Frederick Mosteller (mort en 2006), statisticien américain.

## Décès
- 1er janvier : 

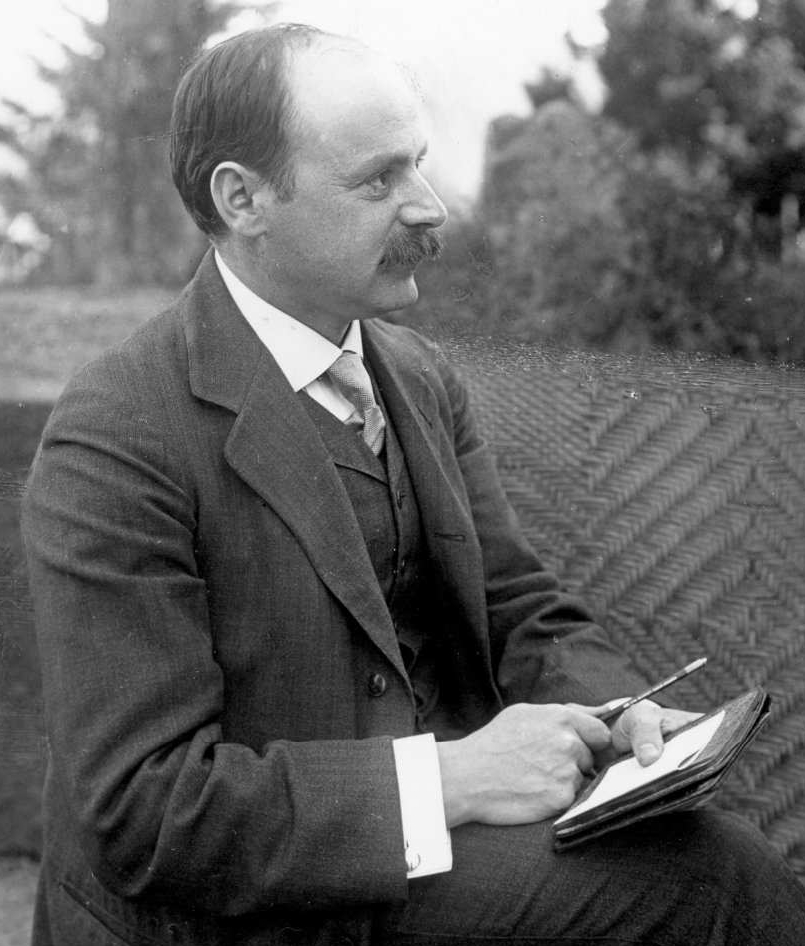
Karl Schwarzschild

  - Maximilian Joseph Bastelberger ((né en 1851), médecin et entomologiste allemand.
  - Isaac Ott (en), médecin américain qui découvrit le centre régulateur de la température dans le cerveau.
- 12 janvier : Léon Autonne (né en 1859), ingénieur et mathématicien français.
- 14 janvier : Otto Ammon (né en 1842), anthropologue allemand.
- 30 janvier : Clements Markham (né en 1830), explorateur, écrivain, géographe et officier britannique.
- 19 février : Ernst Mach (né en 1838), physicien et philosophe autrichien.

- 3 mars : John Wesley Judd (né en 1840), géologue britannique.
- 20 mars : Jules Gosselet (né en 1832), géologue français.

- 24 avril : Émile Jungfleisch (né en 1839), chimiste et pharmacien français.
- 30 avril : Francisco del Paso y Troncoso (né en 1842), historien, linguiste et archéologue mexicain.

- 8 mai : Æneas Mackintosh (né en 1879), officier de la marine marchande britannique et explorateur de l'Antarctique.
- 9 mai : Albert Gayet (né en 1856), égyptologue français.
- 11 mai : Karl Schwarzschild (né en 1873), astronome et physicien allemand.
- 14 mai : William Stanley Junior (né en 1858), physicien américain.
- 25 mai : Jane Dieulafoy (née en 1851), archéologue et écrivain française.
- 30 mai : Adolph Frank (né en 1834), chimiste, ingénieur et homme d'affaires allemand.

- 30 juin : Gaston Maspero (né en 1846), égyptologue français.
- 15 juillet : Elie Metchnikov (né en 1845), zoologiste et microbiologiste russe, à Paris.
- 23 juillet : William Ramsay (né en 1852), chimiste britannique (hélium).
- 30 juillet : Albert Neisser (né en 1855), dermatologue allemand (gonocoque).

- 10 août : Charles Dawson (né en 1864), archéologue amateur britannique.
- 29 août : Oskar Backlund (né en 1846), astronome russo-suédois.

- 14 septembre : Pierre Duhem (né en 1861), physicien, chimiste, historien et philosophe des sciences français.

- 10 novembre : Alfred Naquet (né en 1834), médecin, chimiste et homme politique français.
- 13 novembre : Percival Lowell (né en 1855), astronome américain.
- 23 novembre : Charles Booth (né en 1840), statisticien, réformateur social et précurseur de la sociologie britannique.

- 9 décembre : Théodule Ribot (né en 1839), psychologue français.
- 28 décembre : Tarleton Hoffman Bean (né en 1846), ichtyologiste américain.